# Хемми, Хайни
Хайни Хемми (нем. Heini Hemmi; род. 17 января 1949, Курвальден) — швейцарский горнолыжник, специалист по слалому и гигантскому слалому. Выступал за сборную Швейцарии по горнолыжному спорту в 1969—1979 годах, чемпион зимних Олимпийских игр в Инсбруке, чемпион мира, победитель четырёх этапов Кубка мира, пятикратный чемпион первенств национального значения.

## Биография
Хайни Хемми родился 17 января 1949 года в коммуне Курвальден кантона Граубюнден, Швейцария.
В 1969 году впервые вошёл в основной состав швейцарской национальной сборной и в январе 1970 года дебютировал в Кубке мира — на домашнем этапе в Венгене стал пятым в слаломе. В последующие годы ещё несколько раз выступал в мировом кубке, неизменно входил в десятку сильнейших, хотя попасть в число призёров ему долгое время не удавалось. Впервые поднялся на пьедестал почёта Кубка мира в марте 1975 года, выиграв серебряную медаль на этапе в канадском Гарибалди.
Наибольшего успеха в своей спортивной карьере добился в сезоне 1976 года, когда удостоился права защищать честь страны на зимних Олимпийских играх в Инсбруке. В программе слалома финишировать не смог, но в гигантском слаломе обошёл всех своих соперников и завоевал тем самым золотую олимпийскую медаль. Поскольку на Играх также разыгрывалось мировое первенство, получил дополнительно титул чемпиона мира по горнолыжному спорту. За это выдающееся достижение по итогам сезона был признан лучшим спортсменом Швейцарии.
После инсбрукской Олимпиады Хемми ещё в течение нескольких лет оставался в швейцарской горнолыжной сборной и продолжал принимать участие в крупнейших международных соревнованиях. Так, в последующие годы он четыре раза побеждал на этапах Кубка мира, а в сезоне 1976/77 занял первое место в общем зачёте гигантского слалома. Выступал на чемпионате мира 1978 года в Гармиш-Партенкирхене — имел здесь хорошие шансы на попадание в число призёров, расположившись в итоговом протоколе на четвёртой строке. В 1979 году принял решение завершить карьеру профессионального спортсмена, уступив место в сборной молодым швейцарским горнолыжникам.
Оставив большой спорт, Хайни Хемми занялся бизнесом, в 1984 году открыл собственную компанию по продаже спортивного инвентаря. Компания оказалась относительно успешной, и в 2007 году была продана по достаточно высокой цене.